# Catedral de Alejandro Nevski de París
La catedral Alexandre Nevski es una iglesia ortodoxa rusa situada en París, en la calle Daru, en el VIII distrito de la ciudad. 
Consagrada en 1861, fue el primer lugar de culto permanente en Francia para la comunidad rusa ortodoxa y es la sede central del Arzobispado de las Iglesias ortodoxas rusas en Europa Occidental, bajo la jurisdicción del Patriarcado de Moscú.

## Curiosidades
- En este templo, el 12 de julio de 1918 se celebró la boda de Pablo Picasso con la bailarina rusa Olga Khokhlova; los testigos fueron Jean Cocteau, Max Jacob y Guillaume Apollinaire.
- El primer matrimonio de Henri Troyat se celebró aquí en 1938.
- Varios grandes artistas tuvieron aquí su ceremonia de pompas fúnebres: Iván Turguénev en 1883, Fiódor Chaliapin en 1938, Wassily Kandinsky en 1944, George Gurdjieff en 1949, Iván Bunin en 1953, Andréi Tarkovski en 1986, Bulat Okudzhava en 1997 y Henri Troyat en 2007.